# Van Gogh (музичка група)
 (транскр.  Ван Гог) српска је рок група из Београда. Настала је 1986. године, а највећу популарност је доживела у другој половини 1990-их.

## Историја
Група  је основана у јануару 1986. године. Оснивач групе је гитариста Звонимир Ђукић Ђуле. Првобитну поставу чинили су још и певач Горан Милисављевић, клавијатуриста Ђорђе Петровић, басиста Предраг Поповић и бубњар Србољуб Радивојевић. У фебруару 1986. су објавили промотивни сингл са песмом Трагови прошлости. Крајем исте године изашао је први албум бенда, Van Gogh. Убрзо након тога, група је привремено престала са радом.

### 1990-е
Ђукић је обновио групу 1990. године, са новом поставом, те је исте године издат сингл Губиш ме. Током 1991. појавио се албум Свет је мој, на коме је, поред дотадашње улоге гитаристе, Звонимир Ђукић Ђуле преузео и дужност певача. Поред њега, од оригиналне поставе је остао само Србољуб Радивојевић, а на албуму су свирали и клавијатуриста Влада Барјактаревић, басиста Александар Бараћ, бубњар Владан Цветковић и велики број гостију.
На следећа два студијска албума, Страст (1993) и Ходи (1996), група је сведена на трио Ђукић/Бараћ/Радивојевић. Концертни компакт-диск No comment снимљен је на њиховим наступима 23. и 24. јануара 1997. године у београдском СКЦ-у. Половином 1998. године објавили су мини компакт-диск са две акустичне верзије песме Поље снова. Након тога, Бараћ је место басисте препустио Душану Боговићу, али и њега је убрзо заменио Драган Ивановић.
Године 1999. године изашао им је пети студијски албум — Опасан плес. Концертни диск Happy New Ear снимљен је на наступу одржаном 24. децембра 1999. у новобеоградској Хали спортова.

### 2000-е
Крајем 2002. године изашао је албум Dr Under. У том периоду групи се придружио Дејан Илић на бас-гитари, као замена за Драгана Ивановића.
Седми студијски албум ове групе, назван Коло, појавио се у продаји 24. маја 2006. године. Текст за нумеру Коло — лудо луда урађен је по мотивима песме Вука Караџића. Бранислав Глуваков је исте године постао придружени члан групе за потребе наступа уживо.
У мају 2007. одржали су концерт у препуној хали Београдске арене, а у новембру исте године су освојили Награду МТВ Адрије за најбољег регионалног извођача (енгл. Best Adriatic Act).
У пролеће 2009. године изашао је албум под називом Лавиринт, који је у периоду од једног месеца продат у више од 100.000 примерака. У новембру исте године група је одржала други концерт у Београдској арени.

### 2010-е
Године 2013. године група је објавила девети студијски албум Неумерен у свему. У октобру 2014. поново је освојила Награду МТВ Адрије за најбољег регионалног извођача.
У фебруару 2019. група је објавила нови студијски албум Море без обала. Бранислава Глувакова је те године на гитари заменио Бранислав Стиковић. У фебруару 2020. са радом у групи престали су и Стиковић и Илић, а разлог за ове персоналне промене била је Ђукићева жеља да се постава врати у формацију базичне тројке — гитара, бас, бубањ.
Група је током своје каријере одржала велики број концерата у земљи, региону и иностранству, обишавши и све континенте својом музиком. У Београду је свирала у свим концертним просторима (КСТ, СКЦ, Хала спортова, Стадион Ташмајдан, Дом омладине Београда, Београдска арена, Белекспоцентар, Комбанк дворана). Сарађивала је са великим бројем еминентних домаћих музичких продуцената. У последњих 15 година рада успешно креативно сарађује са музичким продуцентом Војиславом Аралицом. За свој стваралачки процес група је одабрала музички студио Сиена у Београду.

## Чланови

### Садашњи
- Звонимир Ђукић Ђуле — гитара, вокал
- Србољуб Радивојевић Срба — бубањ
- Драган Ивановић — бас-гитара

### Бивши
- Горан Милисављевић — вокал
- Предраг Поповић — бас-гитара
- Ђорђе Петровић — клавијатуре
- Александар Бараћ — бас-гитара
- Владимир Барјактаревић [а] — клавијатуре
- Владан Цветковић Цвек [б] — бубањ
- Душан Боговић Гари — бас-гитара
- Дејан Илић Цвика [в] — бас-гитара
- Бранислав Глуваков — гитара

## Дискографија
| - (1986) - Свет је мој (1991) - Страст (1993) - Ходи (1996) - Опасан плес (1999) - (2002) - Коло (2006) - Лавиринт (2009) - Неумерен у свему (2013) - Ако станемо губимо све (2016) - Море без обала (2019) - (1997) - (2001) - Срећно ново уживо (2007) - Танка нит (Akustik live 2019) (2022) - Трагови прошлости... (1995) - (2004) - Тотал (2011) | - Београдска арена 2007 (2007) - Три линије љубави (Виминацијум) (2007) - (Рођендански концерт) (2019) - Трагови прошлости / Само сан (1986) - Твој смех / Како зове се (1987) - Губиш ме / Твојим именом (1990) - Земља чуда / Беснило (1994) - (1998) |

## Награде и номинације
- МТВ европске музичке награде

| Година | Категорија                    | Исход    |
| ------ | ----------------------------- | -------- |
| 2007.  | Најбољи извођач на МТВ Адрији | Освојено |
| 2014.  | Најбољи извођач на МТВ Адрији | Освојено |

- Оскар популарности

| Година | Категорија      | Исход    |
| ------ | --------------- | -------- |
| 2010.  | Најбоља група   | Освојено |
| 2010.  | Најбољи концерт | Освојено |

- Накси звезда

| Година | Категорија     | Номиновано дело           | Исход    |
| ------ | -------------- | ------------------------- | -------- |
| 2019.  | Албум године   | Море без обала            | Освојено |
| 2022.  | Концерт године | концерт у Комбанк дворани | Освојено |

- Награде Годум

| Година | Категорија            | Номиновано дело | Исход    |
| ------ | --------------------- | --------------- | -------- |
| 2023.  | Награда за рок музику | —               | Освојено |

| Година | Категорија | Номиновано дело         | Исход    |
| ------ | ---------- | ----------------------- | -------- |
| 2020.  | Рок нумера | Више те не волим ко пре | Освојено |